# 폭구연발 슈퍼비드맨
폭구연발!! 슈퍼비드맨(일본어: 爆球連発!!スーパービーダマン)은 쇼가쿠칸의 코로코로 코믹스에서 연재했던 이마가 슌이 만든 일본 만화다. 한국에선에서 수퍼 구슬탄이란 이름으로 출시었다.

## 비드맨
기백팀(チームガッツ)
- 파이팅 피닉스(ファイティングフェニックス) → 배틀 피닉스(バトルフェニックス) → 컴뱃 피닉스(コンバットフェニックス) → 가디언 피닉스(ガーディアンフェニックス) → 뱅가드 피닉스(バンガードフェニックス) (강탄(戸坂玉悟)(주인공)의 비드맨) (PI-EX 퍼펙트 모드 전용 파츠(컴뱃 피닉스): 메가 캐넌 윙(メガキャノンウイング)) (E-Unit 퍼펙트 모드 전용 파츠(뱅가드 피닉스): 버스터 캐넌 암(バスターキャノンアーム)) (첫등장: 3권)
- 와일드 와이번(ワイルドワイバーン) → 밸리언트 와이번(バリアントワイバーン) → 스프레드 와이번(スプレッドワイバーン) → 플래시 와이번(フラッシュワイバーン) (조준(西部丸馬)의 비드맨) (PI-EX 퍼펙트 모드 전용 파츠(스프레드 와이번): 쇼트 스트로크 코어(ショートストロークコア)) (첫등장: 4권)
- 스태그 스핑크스(スタッグスフィンクス) → 파워드 스핑크스(パワードスフィンクス) (사라(サラー)(아랍 연맹 출신)의 비드맨) (첫등장: 4권)
- 블래스트 그리폰(ブラストグリフォン) → 팬텀 그리폰(ファントムグリフォン) → 미라쥬 그리폰(ミラージュグリフォン) (빌리 황(風間美利)의 비드맨) (PI-EX 퍼펙트 모드 전용 파츠(팬텀 그리폰): 건 그립 트리거(ガングリップトリガー)) (E-Unit 퍼펙트 모드 전용 파츠(미라쥬 그리폰): 파워 블레이드 암&파워 트리거 코어(パワーブレードアーム&パワートリガーコア)) (첫등장: 7권)
- 헌팅 링크스(ハンティングリンクス) (허도규(飛田猫丸)의 비드맨) (첫등장: 8권)

전사의 왕(キングビーダーズ) (악역)
- 케니히 케르베로스(ケーニッヒケルベロス) → 스톡 케르베로스(スタッグケルベロス) (마용수(伊集院圧政)의 비드맨) (첫등장: 6권)
- 융커 유니콘(ユンカーユニコーン) (조명기(北条明)의 비드맨) (첫등장: 6권)
- 아이언 사이클롭스(アイアンサイクロプス) (기부남(早乙女基夫)의 비드맨) (첫등장: 6권)

라이벌 비더들
- 노틸러스 포세이돈(ノーチラスポセイドン) (최해인(村上海人)의 비드맨) (첫등장: 7권)
- 버닝 아틀라스(バーニングアトラス) (조준명(我猛トキオ)의 비드맨) (첫등장: 10권)

돌풍팀(シャイニングウォリアーズ)
- 기가 샐러맨더(ギガサラマンダー) (왕대만(円大作)의 비드맨) (PI-EX 퍼펙트 모드 전용 파츠: 기가 버스트 코어(ギガバーストコア)) (첫등장: 10권)
- 쿨 헬리오스(クールヘリオス) (고원명(高原命)의 비드맨) (PI-EX 퍼펙트 모드 전용 파츠: 스매시 트리거(スマッシュトリガー)) (첫등장: 11권)
- 크림슨 기간트(クリムゾンギガント) (오대구(高尾天空)의 비드맨) (PI-EX 퍼펙트 모드 전용 파츠: 버스트 트리거(バーストトリガー)) (첫등장: 12권)
- 블레이드 오로치(ブレードオロチ) (신태산(草薙たける)의 비드맨) (PI-EX 퍼펙트 모드 전용 파츠: 롤러 트리거(ローラートリガー)) (첫등장: 12권)

다크 매터(ダークマター) (악역)
- 유나이티드 제미니(ユナイテッドジェミニ) (민태호(津印)의 비드맨) (첫등장: 13권)
- 퍼스트 오라이온(バーストオライオン) (독고진(伴太)의 비드맨) (첫등장: 13권)
- 게틀링 포트리스(ギャラクシーフォートレス) (김상주(銀河)의 비드맨) (첫등장: 14권)
- 스팅거 스콜피언스(スティンガースコーピアス) (마상혁(高原マダラ)(고원명의 형제)의 비드맨) (E-Unit 퍼펙트 모드 전용 파츠: 스매시 트리거 코어(スマッシュトリガーコア)) (첫등장: 15권(마지막권)) (최종보스)

## 단행본
| 권차 | 일본 출시일      | 한국 출시일      |
| ---- | ---------------- | ---------------- |
| 1권  | 1996년 2월 28일  | 1999년 9월       |
| 2권  | 1996년 7월 27일  | 1999년 9월       |
| 3권  | 1997년 1월 28일  | 1999년 10월 20일 |
| 4권  | 1997년 7월 28일  | 1999년 11월 19일 |
| 5권  | 1998년 1월 28일  | 1999년 12월 27일 |
| 6권  | 1998년 6월 27일  | 2000년 2월 8일   |
| 7권  | 1998년 11월 28일 | 2000년 3월 3일   |
| 8권  | 1999년 2월 24일  | 2000년 4월 7일   |
| 9권  | 1999년 5월 28일  | 2000년 5월 4일   |
| 10권 | 1999년 11월 27일 | 2000년 6월 19일  |
| 11권 | 2000년 3월 28일  | 2000년 7월 4일   |
| 12권 | 2000년 8월 28일  | 2000년 11월 11일 |
| 13권 | 2001년 1월 27일  | 2001년 4월 12일  |
| 14권 | 2001년 6월 28일  | 2002년 4월 12일  |
| 15권 | 2001년 11월 28일 | 2002년 5월 25일  |

## TV 애니메이션
1999년 1월 4일부터 10월 1일까지 TV 도쿄 계열 프로그램 오하스타 내에서 방송되었다.